# Tregan alközség
Tregan alközség Albánia középső részén, a Devoll jobb partján elterülő dombvidéken, Elbasantól légvonalban 9, közúton 12 kilométerre dél–délnyugati irányban. Elbasan megyén belül Elbasan község része, központja Tregan. További települései Bizhdan, Blerimas, Çikallesh, Gurisht, Kaçivel, Kyçyk, Muçan, Shilbatra, Shënavlash, Trepsenisht és Tudan. A 2011-es népszámlálás alapján Tregan alközség népessége 3036 fő. A Tregannál felszínre bukkanó kéntartalmú termálvíz körül az 1930-as évek óta Llixhat e Elbasanit (’elbasani fürdők’) néven népszerű üdülőhely épült ki fürdőkkel és szálláshelyekkel.

## Fekvése
Tregan a Devoll jobb partján, a Shpat-hegység és a Bujarasi-dombság közötti átmeneti dombvidéken terül el, legmagasabb pontjai a Kampa-hegy (Mal i Kampës, 478 m), a Bajrak-hegy (Mal i Bajrakut, 474 m), és a Pirgi-szikla (Gur i Pirgut, 435 m). A dombvidéket kisebb-nagyobb vízfolyások szelik át, melyek közül a jelentősebbek a Devollba ömlő Zall i Gostimës (’Gostimai-kavicsos’) és Zall i Kaçivelit (’Kaçiveli-kavicsos’), valamint a Hoxha-patak, amelynek felduzzasztott része a 33 hektáros Tregani-tó (Liqeni i Treganit). A vidéket átszeli a Shirgjant Gramshon keresztül Maliqtyal összekötő SH71-es jelű főút.

## Története és nevezetességei
A Shkumbin és a Devoll folyók közén elterülő vidéknek már az ókorban is stratégiai jelentősége volt. A rómaiak a mai Tregannál a 4. században castrumot építettek, amit a 6. században, a bizánci időkben megerősítettek. Az épület romja ma is látható, llixhai vár néven műemléki védelem alatt áll.
Ugyancsak az ókor óta ismertek a Tregan mellett felszínre bukkanó kéntartalmú, gyógyhatású termálvízforrások. A ma Llixhat e Elbasanit (’elbasani fürdők’) vagy újabban Park Nosi néven ismert üdülőterület története 1932-ben vette kezdetét, amikor az erdős dombvidéken Grigor Nosi elbasani vállalkozó egy osztrák építész tervei alapján felépíttette fürdőszállóját. Azóta Tregan ezen részén üdülőfalu alakult ki éttermekkel, szálláshelyekkel és hotelekkel, 2015-ben Elbasan község összes szállodájának fele Treganban működött. A víz jótékony gyógyhatását elsősorban reumában és bőrbetegségekben szenvedőknek ajánlják, a szállóvendégeket pezsgőkádakkal, merülőmedencékkel és iszapfürdőkkel várják.
Kaçivelben található egy műemléki védettséget élvező népi lakóépület, a Boduri-ház.